# Aldo Adorno
Pour les articles homonymes, voir Adorno.
Aldo Osmar Adorno Mon, né le 8 avril 1982 à Borja, est un footballeur paraguayen qui évolue au poste d'attaquant ou de milieu de terrain à Othellos Athiénou.

## Palmarès
Apollon Limassol
- Vainqueur de la Coupe de Chypre en 2010.

 APOEL Nicosie
- Champion de Chypre en 2013 et 2014.
- Vainqueur de la Coupe de Chypre en 2014.
- Vainqueur de la Supercoupe de Chypre en 2011 et 2013.